# Palestrina (ópera)

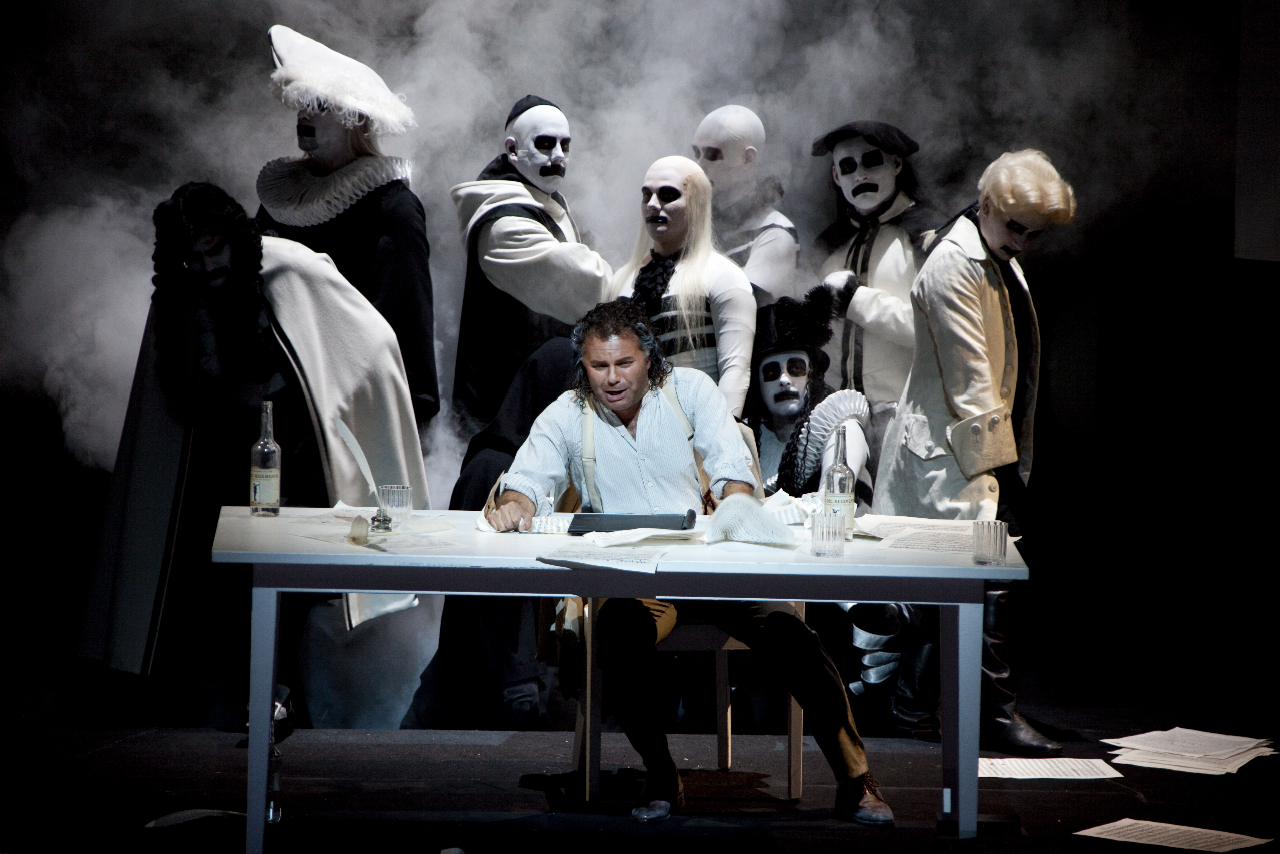
Palestrina at Hamburgische Staatsoper 2011

Palestrina é uma ópera com música e libreto do compositor alemão Hans Pfitzner estreada em 12 de Junho de 1917. 
O libreto de Hans Pfitzner trata da lenda de como o compositor renascentista italiano Palestrina conseguiu com sua música remover a disposição dos participantes do Concílio de Trento de proibir a polifonia na música sacra.